# Акуша
Акуша (дарг. Ахъуша) — село, адміністративний центр Акушинського району Дагестану.
Знаходиться за 133 км на південний захід від Махачкали.
Населення близько 5 тис. жителів (в основному даргінці). 
Засноване в II столітті.
| Росія | Це незавершена стаття з географії Росії. Ви можете допомогти проєкту, виправивши або дописавши її. |